# Estelle Winwood
Estelle Winwood (Lee (Londen), 24 januari 1883 - Woodland Hills (Californië), 20 juni 1984) was een Brits actrice, die actief was in de Verenigde Staten.

## Levensloop
Estelle Winwood werd geboren als Estelle Ruth Goodwin in een wijk van Londen in 1883. In 1916 verhuisde naar de Verenigde Staten om haar droom waar te maken om actrice te worden. Ze begon te spelen in het theater, onder meer op Broadway. In de jaren '20 keek ze net als vele tijdgenoten neer op filmacteurs en weigerde pertinent filmrollen. Hier kwam verandering in vanaf 1931, toen ze in haar eerste film, 'Night Angel', acteerde. Haar eerste grote rol speelde ze in 1937 in 'Quality Street' naast Katharine Hepburn. In haar lange carrière speelde ze ook onder meer in The Swan met Grace Kelly en The Misfits, de laatste film van zowel Clark Gable als Marilyn Monroe. Haar laatste rol speelde ze op 96-jarige leeftijd in de tv-serie Quincy'.
Winwood trouwde 4 keer maar had geen kinderen. Ze overleed op 101-jarige leeftijd in Californië. Ze werd begraven op het Westwood Village Memorial Park Cemetery.
- Biblioteca Nacional de España: XX5673857
- Bibliothèque nationale de France: cb14045643p (data)
- Gemeinsame Normdatei: 1230828753
- International Standard Name Identifier: 0000 0000 4763 0983
- Library of Congress Control Number: no2003113737
- Nationale Bibliotheek van Israël: 987007439678605171
- SNAC: w6d53chp
- Système universitaire de documentation: 260190950
- Virtual International Authority File: 76516551
- WorldCat: E39PBJqk6pfxgCDGDyWPdFMQMP